# Шоколадная фабрика «Карл Бездэка»
Шоколадная фабрика «Карл Бездэка» — российская шоколадная фабрика, существовавшая в Санкт-Петербурге. Адрес: Санкт-Петербург, Балтийская улица, 59.

## История

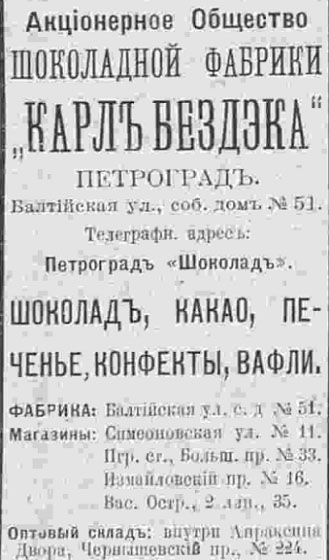
Объявление Шоколадной фабрики «Карл Бездэка»

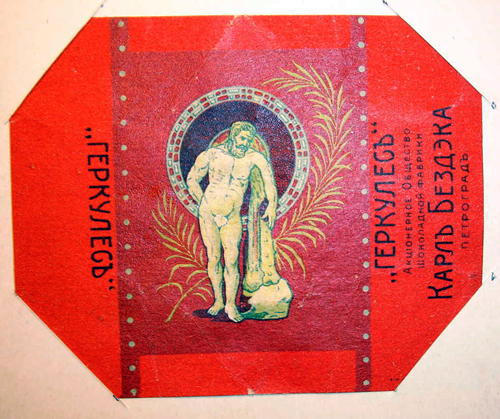
Обёртка конфеты Шоколадной фабрики «Карл Бездэка»

Созданная Карлом Францевичем Бездэка фабрика (полное название Акционерное общество шоколадной фабрики Карл Бездэка) существовала в Петрограде с 1913 года. Производила шоколад, конфеты, печенье, вафли.
После Октябрьской революции, в 1918 году фабрика постановлением ВСНХ РСФСР была национализирована, переименована в 4-ю государственную конфектно-шоколадную фабрику и передана в ведение секции пищевых и вкусовых веществ совнархоза Северного района. С марта 1919 года фабрика находилась в подчинении Петрокондитера, с 1921 года — в ведении Пищетреста (с 1924 года — Ленпищетрест).
С 1919 года кондитерская фабрика носила имя Марти. В 1923 году в справочнике «Весь Петроград» предприятие названо 4-я Государственная конфетная фабрика «Кондитер». В 1923—1926 годах она сдавалась в аренду бывшему её хозяину — Карлу Бездэка. Затем с 1927 года предприятие стало называться 4-я государственная конфетно-шоколадная фабрика «Красный кондитер».

### После блокады
В 1944 году, ещё в годы Великой Отечественной войны, кондитерская фабрика была перепрофилирована, и на её базе создан Ленинградский витаминный завод № 2 (образован в 1936 году на базе химического завода комбината «Политкаторжанин»). Больше к производству кондитерских изделий предприятие не возвращалось, и после ряда ведомственных переходов с января 1968 года Ленинградский витаминный завод объединился с Ленинградским заводом витаминных препаратов, образовав Ленинградский витаминный комбинат Главвитаминпрома (Министерства медицинской промышленности СССР).
В январе 1977 года Ленинградский витаминный комбинат объединился с Ленинградским химико-фармацевтическим заводом «Фармакон», и было создано Ленинградское производственное химико-фармацевтическое объединение «Фармакон» (Всесоюзного промышленного объединения по производству синтетических лекарственных средств Министерства медицинской промышленности СССР). В июле 1986 года объединение «Фармакон» вошло в состав Ленинградского ордена «Знак Почёта» химико-фармацевтического производственного объединения «Октябрь», а после распада СССР, в декабре 1992 года, производственное объединение «Октябрь» было реорганизовано в АООТ «Октябрь» с выделением самостоятельного предприятия АООТ «Фармакон».